# Cal Garrofer
Cal Garrofer és una obra del municipi de Castelldefels (Baix Llobregat) inclosa en l'Inventari del Patrimoni Arquitectònic de Catalunya.

## Descripció
És una construcció d'estructura irregular que sembla haver estat de planta basilical i haver perdut un dels costats. Destaquen les llindes, brancals, dovelles, etc. fetes de pedra de marès vermella, mentre que els murs són de paredat.
A la façana destaquen dos contraforts i un rellotge de sol. Un pontet la uneix a la Torre d'Antoni. Té cinc petites obertures de mig punt dalt de tot de la façana que corresponen a les golfes.

## Història
Documentada des del 1553 en el fogatge on consta el nom de Duran del Garrofer, va ser Ajuntament.
El 1789 hi ha cens perpetu a la casa de Francesc Esteva on hi ha l'escola de nens, l'hostal i l'Ajuntament. L'hostal era Ca n'Arnand.